# Mom & Me & Mom
Mom & Me & Mom (2013) es el séptimo y último libro de la serie de autobiografías de Maya Angelou. El libro fue publicado poco después del día de las madres y del cumpleaños número 85 de Angelou. Se enfoca, por primera vez en sus libros, en la relación de la autora con su madre Vivian Baxter. El libro explica el comportamiento de Baxter, en especial el abandono de Angelou y su hermano cuando eran niños, y rellena "lo que posiblemente son los últimos espacios vacíos en la vida de Angelou".  El libro también narra la reunión y reconciliación de Angelou con Baxter. Angelou fue una escritora y poeta muy reconocida, una de las primeras escritoras afroamericanas en discutir abiertamente su vida a través de una autobiografía. 
Mom & Me & Mom es un resumen de la vida de Angelou y revive muchas de las anécdotas contadas en los libros previos. La primera sección, llamada "Mom & Me" se centra en los primeros años de Angelou, antes de los 17 años de edad, y su transición del resentimiento y la desconfianza a la aceptación, apoyo y amor hacia su madre. Después de que Baxter le ayuda con el nacimiento de su hijo, Angelou pasa de llamarla Baxter a llamarla "Lady" a llamarla "mamá". En la segunda sección del libro llamada "Me & Mom", Angelou relata la ayuda y el amor incondicional entre ambas mientras Baxter le ayuda durante su divorcio, los altos y bajos de su carrera y a ser madre soltera. Como comienza a hacerlo en I Know Why the Caged Bird Sings, y continuó en sus series, Angelou sostuvo la larga tradición afroamericana de autobiografía. Al mismo tiempo, Angelou hizo un intento deliberado de cambiar la estructura usual de una autobiografía al criticar, cambiar y expandir el género. Para este entonces, a Angelou ya se le reconocía como vocera de los afroamericanas y de las mujeres. Angelou era, como el académico Joanne Braxton dice, "sin duda alguna... la autobiógrafa afroamericana más reconocida en Estados Unidos"
Al igual que las autobiografías anteriores de Angelou, Mom & Me & Mom recibió, en su mayoría, críticas positivas. Muchos críticos declaran que Baxter es bien presentada en los libros. Angelou celebra la aceptación y ayuda incondicional de su madre, quién es "una mujer cálida, astuta y quién ayudó formar la vida y legado de la autora con sus palabras y su ejemplo". El libro ha sido llamado "un profundo e inspiracional cuento de la separación y reunión, y un retrato optimístico del lazo maternal".
Imágenes de Angelou, Baxter y miembros de su familia aparecen a través del libro y lo enriquecen. Un audiolibro leído por Angelou salió a la venta en CD y en forma digital para descargar. 

## Antecedentes
Mom & Me & Mom (2013) es el séptimo de las autobiografías de Maya Angelou. Fue termindado 11 años después de la publicación de su última autobiografía A Song Flung Up to Heaven (2002), y 30 años después de escribir su primera autobiografía  I Know Why the Caged Bird Sings (1969). Mom & Me & Mom, en la cual Angelou relata su relación con su mamá Vivian Baxter, fue publicado poco después del Día de las Madres y el cumpleaños número 85 de Angelou. En el periodo de tiempo entre la publicación de su sexta y séptima autobiografía, Angelou fue la primera mujer aforamericana y poeta con vida en ser seleccionada por Sterling Publishing, quién colocó 25 de sus poemas en un volumen de su obra llamada Poetry for Young People en el 2004. En el 2009, Angelou escribió "We Had Him", un poema acerca de Michael Jackson, el cual fue leído por Queen Latifah en su funeral, y escribió "His day is Done", un poema para Nelson Mandela tras su muerte en el 2013. Publicó un libro de ensayos, Letter to My Daughter, en el 2009, y dos libros de cocina, Hallelujah! The Welcome Table en el 2004 y Great Food, All Day Long en el 2010. Durante este periodo de tiempo, a Angelou le fue otorgada la medalla Lincoln en 2008 y la Medalla Presidencial de la Libertad en el 2011.
Angelou había sido reconocida y respetada como vocera de los afroamericanos y de las mujeres, y era, como la académica Joanne Braxton declara, "sin duda alguna... la autobiografía afroamericana más reconocida en Estados Unidos". Ella también se había convertido en una "voz de las autobiografías de esa época". Angelou fue una de las primeras mujeres afroamericanas en discutir su vida personal públicamente, y una de las primeras en ponerse como protagonista de sus libros. Autora Julian Mayfield, quién llamó su primer autobiografía "una obra de arte que elude a la descripción", afirma que la serie de autobiografías de Angelou marca un precedente no solo para las escritoras afroamericanas sino para el género de las autobiografías en sí. El académico Hilton Als, nombra a Angelou una de las "pioneras de la exposición de sí misma", dispuesta a enfocarse honestamente en los aspectos más negativas de su personalidad y de sus decisiones. Por ejemplo, mientras Angelou escribía la segunda autobiografía, Gather Together in My Name, se preocupó de la reacción de sus lectores ante su revelación de que había sido prostituta. Su esposo Paul Du Feu la convenció de publicarlo animándola a "decir la verdad como autora" y "ser honesta al respecto".
En este libro, por primera vez, Angelou se enfocó en la relación con su madre y rellena los vacíos que la crítica Fiona Sturges llama "posiblemente los últimos espacios vacíos en la ajetreada vida de Angelou". Según Candace Smith, quién revisó el audiolibro para Booklist, la relación entre Angelou y Baxter fue "mencionada sin embargo nunca descrita a profundidad" en Caged Bird, sin embargo Mom & Me & Mom explica las decisiones de Baxter, en especial la razón de mandar a Angelou y a su hermano mayor Bailey a vivir con su abuela en Stamps, Arkansas. El libro relata la inicialmente incómoda reunión y eventualmente reconciliación de Angelou con Baxter. Imágenes de Baxter, Angelou y su familia aparecen durante el libro y enriquecen el texto.
Angelou explica en el prólogo porqué escribió el libro, el cual era para explicar como llegó a ser, a pesar de haber nacido pobre, afroamericana y mujer, una renombrada autora y poeta. El libro se divide en dos secciones: los primeros 13 capítulos son agrupados en una primera sección llamada "Mom & Me", los capítulos restantes conforman la segunda parte llamada "Me & Mom". Angelou agradece a su mamá, "quién generosamente me enseñó a ser madre", lo cual le permitió dedicarle el libro a su hijo, Guy Bailey Johnson, a quién ella llama "una de los hombres más valientes y generosos que conozco".

## Resumen
Vivian Baxter, la mamá de Angelou, nació en San Luis, Misuri a principios del siglo XX, la mayor de 6 niños. La familia de Baxter era violenta, pero religiosa y musical. Baxter "quién debía permanecer bella", conoció al papá de Angelou, Bailey Johnson, un dietista y cocinero, en 1924, al retorno de Johnson de la Primera Guerra Mundial. Se casaron y se mudaron a California, donde Angelou y su hermano mayor, Bailey Jr., nacieron. Cuando tenía tres años, sus padres se divorciaron y enviaron a sus hijos, por tren sin supervisión de un adulto, a vivir con sus abuela paterna Annie Henderson en Stamps Arkansas. 
Angelou y su hermano vivieron con su abuela y su tío, Uncle Willie, hasta que Angelou tenía 13 años de edad. Visitaron a su mamá brevemente en St. Louis, pero a los 8 años Angelou fue violada y en venganza, el violador fue asesinado por algún miembro de su familia. Se sintió tan culpable de la muerte del violador que paró de hablarle a todos menos a Bailey por varios años. Fueron enviados a Stamps, pero cuando Bailey cumplió 14 años, regresaron a vivir con su mamá a San Francisco. Al principio, Angelou no quería y estaba enojada con su mamá por abandonarla a ella y a su hermano, llamándola "Lady" en vez de mamá. Le tomó varios años reconciliarse con ella. 
Un verano, Angelou visitó a su padre en San Diego, en lo que Kirkus Reviews llama "una reunión verdaderamente desagradable".  Angelou no se llevó bien con su madrastra. Durante su visita, su padre llevó a Angelou a México; tomó tanto que se emborrachó, y Angelou tuvo que manejar a través de la frontera, aun cuando nunca antes había manejado un coche. Cuando regresaron a San Francisco, decidió que quería un trabajo manejando coches; al principio no la contrataron debido a que era afroamericana, pero alentada por su madre, fue persistente con la compañía de coches hasta convertirse en la primera mujer afroamericana en trabajar en un tren. Baxter le dio seguridad al seguir a Angelou con una pistola. 
| Tomé su mano y dije, "Me han dicho que algunas personas necesitan que les den permiso para irse. No se si estás esperando, pero puedo decir que tal vez hayas hecho todo lo que viniste a hacer. Has sido una persona trabajadora — mujeres blancas, negras, asiáticas, y latinas se van del puerto de San Francisco gracias a ti. Muchos hombres y - si mi memoria funciona bien - algunas mujeres arriesgaron sus vidas para amarte. Fuiste una madre terrible de niños pequeños, pero no ha existido nadie más grande que tu como madre de un adulto joven".—Últimas palabras de Angelou a su madre |

Cuando Angelou tenía 17 años, se embarazó después de un encuentro con un vecino. Le dijo a Bailey, quién le aconsejó escondérselo a su madre y a su padrastro hasta graduarse de la preparatoria. Solo les informó tres semanas antes de que naciera su hijo. La reacción de Baxter fue darle un baño; como Angelou lo dijo "en nuestra familia, por una razón desconocida, considerábamos que dar un baño a otra persona era un gesto de honor". Baxter ayudó a Angelou durante el parto; desde ese momento, Angelou le empezó a llamar "madre" y después "mamá". 
El resto del libro consiste en una serie de anécdotas sobre las maneras en que Baxter ayudaba y aceptaba a su hija y continuaba ganándose su respeto y su amor, a través de su ayuda con su divorcio y los altos y bajos de su carrera. Angelou relaciona varias historias con Baxter, incluyendo su ayuda y soporte hacia Angelou como madre única, su intervención cuando un exnovio de Angelou le pegaba (salvándole la vida), y su inicial resistencia y después aceptación del matrimonio de Angelou con el marín griego Tosh Angelos. Angelou cuenta el principio de su carrera como bailarina en San Francisco; Baxter cuidó de su nieto mientras Angelou viajaba por Europa como miembro de la ópera Porgy and Bess de Gershwin.  Angelou se sintió tan culpable de dejar a su hijo que se regresó con su hijo y reanudó su relación con su madre. Eventualmente se mudó a la ciudad de Nueva York y empezó su nueva carrera como escritora y poeta. 
Angelou se identifica, con orgullo, con las actividades sociales de su mamá al igual que con su carrera como la primera mujer afroamericana en trabajar como mercante marina. En un punto de la historia, Baxter lo deja todo para convertirse en la ayuda incondicional de Angelou mientras ella trabajaba en una película en Estocolmo. Baxter apoya la decisión de Angelou de vivir en África por un tiempo, y después regresar a Estados Unidos para ser maestra en la Universidad de Winston-Salem en Carolina del Norte. Angelou describe el matrimonio de Baxter a su cuarto padrastro, a quién Baxter llama su más grande amor. Este cuarto padrastro fue el favorito de Angelou. Hay una escena difícil entre Angelou y su hermano, quién a pesar de la entrada relativamente fácil a la vida de su mamá cuando eran adolescentes, había caído en el abuso de drogas.
Angelou termina  Mom & Me & Mom con una descripción de la muerte de Vivian Baxter en 1991, y de las últimas palabras de su mamá a ella. En 1995, la ciudad de Stockton honró a Baxter por sus muchos a los de servicio, nombrando un parque a su nombre.

## Estilo y género
Empezando con Caged Bird hasta Mom & Me & Mom, Angelou hizo un intento deliberado al escribir su autobiografía de retar la estructura usual de la autobiografía al criticarla, cambiarla y expandir el género. Su uso de técnicas características de la ficción como por ejemplo la personificación, el diálogo, y el desarrollo temático, ha llevado a algunos críticos a colocar sus libros en la categoría de autobiografía ficticia. Valeire Sayers, en su crítica de Mom & Me & Mom en El  Washington Post, clasifica los libros de Angelou como memorias debido a su limitado enfoque, pero la alaba por describir lo que es crecer como una mujer afroamericana. Sayer afirma: "Ella logra revelar la molestia nacional sin empeorarla, un truco que requiere de considerable control y de su característica benevolencia". Angelou dice en una entrevista de 1989 que ella solo era una escritora "seria" quien escogió este género para expresarse a sí misma. Como la crítica Susan Gilbert dijo, Angelou reporta no solo la historia de una persona sino la de una comunidad. El académico Sewlyn R. Cudjoe concuerda con Gilbert y ve a Angelou como representativa de la comunidad afroamericana. Robert Loomis, editor de Angelou, logró convencerla de escribir Caged Bird retándola a escribir una autobiografía que se pudiera considerar "arte", lo cual continuó durante todas sus series. Aunque Angelou era exitosa, ella era, como insiste Sayers, lo suficientemente inteligente y talentosa para escribir para una audiencia de lectores muy amplia.
Las autobiografías de Angelou se apegan a los estándares estructurales del género: están escritos por un solo autor, son cronológicos y contienen elementos de personaje, técnica y tema. En una entrevista en 1983 con la crítica literaria Claudia Tate, Angelou categoriza sus libros como autobiografías. Cuando habló de su uso único del género, admitió que siguió la tradición de la narrativa esclavista al "hablar en primera persona singular sobre la primera persona plural, cada vez que se lee "yo" significa "nosotros"". Angelou reconoce que hay aspectos ficticios en sus libros; ella tendía a "divergir de la noción convencional de la autobiografía como la verdad". Su enfoque era paralelo a la costumbre de muchas autobiografías afroamericanas escritas durante el periodo de abolición en los Estados Unidos, cuando la verdad era usualmente censurada por la protección de uno mismo. El autor Lyman B. Hagen ha colocado a Angelou en la larga tradición de autobiografías afroamericanas, pero insiste que ella ha creado una interpretación única de las autobiografías.
En una entrevista en 1998 con el reportero George Plimpton, Angelou habla de su proceso para escribir, de "la verdad en la ficción" y de las memorias. Cuando Plimpton le preguntó si distorsionaba la verdad para mejorar sus historias, ella lo admitió. Aunque Angelou nunca ha admitido haber cambiado los hechos de sus historias, ha usado estos hechos para impactar a sus lectores.Como afirma Hagen "Uno puede asumir que la esencia de la información están presentes en las obras de Angelou". Hagen también afirma que Angelou "utiliza la ficción para mejorar el interés." Robert Loomis, el editor de Angelou, está de acuerdo y afirma que ella podría reescribir cualquiera de sus libros cambiando el orden de los hechos para cambiar el impacto que tienen los libros en los lectores. Como en Caged Bird, los eventos en Mom & Me & Mom son episódicos y son creados a partir de una serie de historias cortas, aunque no siguen una cronología estricta. Sayer está de acuerdo y dice que Angelou pone muy poca atención en la cronología del libro. Sayer también comenta "el tiempo vuela durante esta narrativa". Los personajes principales, como el padrastro de Angelou "Daddy Clidell" desaparecen después de una mención en el libro. Aunque Angelou repite muchas anécdotas de sus autobiografías pasadas, el enfoque de Mom & Me & Mom es en su madre, según la crítica Stacy Russo, "este enfoque diferencia esta autobiografía de las otras".
Según Pam Kinsbury, quién recomienda ampliamente el libro para cualquier audiencia, afirma que aquellos familiarizados con las obras de Angelou "serán recompensados con un panorama más completo de su vida", mientras que nuevos lectores "descubrirán una profunda introducción a la vida de la autora".
Los críticos han juzgado Mom & Me & Mom y el resto de sus autobiografías sobre la base de su primera y generalmente Caged Bird es la autobiografía más aclamada. Marjorie Kehe de The Christian Science Monitor, considera el libro como una secuela de Caged Bird. Muchos de los eventos descritos en las autobiografías anteriores se reviven en esta, algunas con más detalle que otras, como por ejemplo su periodo de vagabunda, el cual también fue descrito en Caged Bird, o la paliza que le dio su novio celoso la cual fue revelada en Letter to My Daughter (2008). Según Fiona Sturges, quien escribió un artículo de Mom & Me & Mom en el periódico Británico The Independent, "Al igual que en sus libros anteriores, las historias se cuentan con perspicacia y sin autocompasión. En este libro Angelou mantiene un estilo de prosa económico lo cual hace los eventos más vívidos, como una película que no puedes dejar de mirar". Slayers menciona que eventos más dramáticos, como la paliza, "son descritos con mayor amplificación y referencia futura".
Angelou describe su proceso para escribir como un regimiento. Desde que comenzó a escribir Caged Bird, Angelou siguió el mismo ritual para escribir sus libros.  Se levantaba a las cinco de la mañana y se registraba en un cuarto de hotel donde los empleados tenían la instrucción de retirar todas las fotos y pinturas de las paredes. Escribía acostada en la cama, en hojas amarillas, con una botella de jerez, una baraja de cartas para jugar solitario, un diccionario de sinónimos, la Biblia y se retiraba a media tarde. Escribía en promedio 10-12 páginas al día, las cuales editaba en la noche y se reducían a tres o cuatro páginas. Angelou se sometió a este ritual para darse el tiempo a sí misma para convertir sus experiencias en una obra de arte y para "liberar la agonía y la angustia". Revivía el momento del que estaba escribiendo, incluso durante eventos traumáticos como su violación en Caged Bird, para "decir la verdad humana" de su vida. Angelou comenta que jugaba cartas para acceder a sus memorias eficientemente y dice "me podía tomar una hora concentrarme y empezar, pero una vez que sucedía, ha! era maravilloso". Angelou encontró alivio después de contar la verdad de su vida.

## Recepción crítica
La semana en que Mom & Me & Mom fue publicado (el 21 de abril de 2013), debutó en el número 8 de las listas de los best seller de The New York Times. El libro, como las autobiografías anteriores de Angelou, recibió principalmente críticas positivas. Fiona Struges, quien escribió un artículo de Mom & Me & Mom en el periódico Británico The Independent, y la crítica Stacy Russo ambas declaran que los lectores de Angelou van a reconocer muchos de los eventos en  Mom & Me & Mom de sus autobiografías anteriores. Bernardine Evaristo de The Observer, da una de las pocas críticas negativas del libro. Lo llama "un libro anecdótico y mal editado que revive historias de autobiografías anteriores". Evaristo questiona la veracidad de las anécdotas de Angelou, y declara que muchas contradicen las versiones anteriores. Evaristo también cree que Mom & Me & Mom minimiza Caged Bird, el cual llama "un triunfo innovador".
Según el crítico Heid Erdrich, Mom & Me & Mom no se centra en el trauma infantil de Angelou, como descrito en Caged Bird, sino "construye un retrato de sí mismo a través de los detalles de su relación con su mamá quién la abandonó y con quién se reconcilió en la adolescencia". Erdrich sostiene que la prosa de Angelou es "muy simple" y describe su tono "ligero, incluso dulce, lleno de afección por sí misma cuando era joven". Erdrich admite que aunque el libro pudo ser escrito para mujeres jóvenes pasando por las mismas dificultades de Angelou, el libro no aconseja sino "presenta la vida de Angelou y la serie de obtsáculos a los cuales se enfrentó y conquistó con su conocimiento de sí misma y el peculiar amor de su madre." Publishers Weekly está de acuerdo y sostiene "Las lecciones y amor presentados en el libro llamarán la atención de aquellos en busca de un mejor mundo". Erdrich también sostiene que la narrativa de Angelou es absorbente y que Angelou describe a Baxter "como una extraordinariamente consciente de sí misma, libre de lo que los demás piensan e independiente como ninguna otra feminista de su época".
La mayoría de los críticos sienten que Baxter es bien presentada en Mom & Me & Mom. Candace Smith, quien hizo una crítica del audio libro, comenta que Angelou celebra la aceptación y el apoyo incondicional de su madre, quién se presenta como una mujer "inteligente, cariñosa quién ayuda a formar la vida y legado de la autora con su ejemplo y sus palabras". Vanessa Bush describe el libro como "una cariñosa recopilación de una relación complicada" y "una notable y profundamente relevante crónica de amor y recuperación". Russo comenta que el libro es "un hermoso tributo a la independencia y espíritu de Baxter". Evaristo no concuerda con esto y dice que se presenta "muy santificada y poco creíble". Struges describe el libro como "una profunda y emotiva historia de la separación y reconciliación y básicamente el retrato optimista del vínculo entre madre e hija". Según Struges, lo más interesante del libro es "como cambia la percepción de Angelou hacia su madre a la cual veía como inhumana". Struges también comenta que Baxter es presentada como carismática, independiente y fuerte, características que "se han transmitido a su hija". La crítica Valerie Sayers insiste que las escenas que representan los pasos hacia el perdón de su madre son las mejores del libro.  Como su madre lo esperaba de ella, Angelou espera que sus lectores superen sus resentimientos y "cualquier cosa que no podían soportar". Slayer menciona que Angelou tiene el espíritu de su madre.
Según Slayers, el libro contiene "el característico humor y optimismo de Angelou". Según Candance Smithh en su crítica del audiolibro, Angelou "usa su característico tono considerado y lento y con prudente articulación". Aunque algunas de sus anécdotas son difíciles de escuchar, Angelou es "honesta sin duda". Smith también comenta, "aunque su voz no muestra mucha emoción, sus palabras son tan poderosas y las historias son tan fascinantes que te cautiva por completo".
La mayoría de los críticos concuerdan que el libro sería popular entre los lectores familiarizados con las obras de Angelou y también para los nuevos lectores. Marjorie Kehe quién describe el libro como "una tierna y agradable lectura", anticipa que les va a encantar a los lectores de Angelou. Russo predice que gracias a la popularidad de Angelou y a la lectura que es fácil de leer, el libro apela a una gran variedad de lectores.